# La costanza della ragione (romanzo)
La costanza della ragione è un romanzo di Vasco Pratolini, scritto nel 1962 e pubblicato l'anno seguente, nel 1963.

## Trama
Ambientato nella Firenze del dopoguerra il romanzo attraversa i primi venti anni di vita di Bruno, orfano di Rifredi destinato a crescere tra l'angoscia della madre Ivana, la robustezza morale di Milloschi (antico amico del defunto padre divenuto suo tutore) e l'entusiasmo legato al pittoresco mondo che lo circonda. Questo varia passando dai soldati americani della sua prima infanzia alle epiche scorribande con gli amici, le prime memorabili pulsioni della carne, gli ideali di natura primitiva ma marcati, i sogni di assunzione alla Gali (Officine Galileo), il primo vero amore.
Eternamente in conflitto con la rassegnazione, la lascivia e la cieca ostinazione con cui i suoi "vecchi" affrontano la vita, Bruno si concentra su se stesso cercando risposta alle proprie inquietudini con il pragmatismo e la concretezza dei calcoli matematici.
Complice l'amore per Lori esso si scontra fortemente e in continuazione con il mondo che esso stesso aveva avuto premura di costruire, soggetto soltanto alle regole della ragione.
Egli stesso ne esce sconfitto e ferito a morte, ma quanto mai vincitore, arricchito nella prospettiva di poter ottenere la capacità di conoscere e gestire le giostre che il sentimento scuote e finalmente capace di godere la propria intelligenza e la propria sensibilità senza il dogmatico peso di estreme razionalizzazioni.

## Opere derivate
Dal libro è stato  tratto, nel 1965, l'omonimo film, diretto da Pasquale Festa Campanile; con Sami Frey, Catherine Deneuve, Enrico Maria Salerno; musiche di Giorgio Zinzi.

## Edizioni
- La costanza della ragione, Milano: Mondadori, 1963
- trad. inglese di Raymond Rosenthal, Bruno Santini. A Novel, Boston: Little Brown 1964 / London: Chatto & Windus, 1965[3]
- trad. croata di Branka Rakić, Postojanost razuma, Sarajevo: Svjetlost, 1965[4]
- trad. spagnola di Manuel Vázquez, La constancia de la razón, Barcelona: Seix Barral, 1965[5]
- trad. russa, Постоянство разума Postojanstvo razuma, Moskva: Profizdat, 1966[6]
- trad. francese di Juliette Bertrand, La Constance de la raison, Paris: A. Michel, 1966[7]
- trad. tedesca di Caesar Rymarowicz, In den Straßen von Florenz, Berlin: Verl. Volk und Welt, 1968[8]
- trad. lituana di A. Kasinskaite, Proto blaivumas, Vilnius: Vagas, 1968[9]
- trad. ungherese di Hargitai György, A kapukon kívül, Budapest: Kossuth, 1969[10]
- trad. ebraica di Gayo Shiloni, התבונה ha-Tevunah, Tel Aviv: ʻAm ʻoved, 1977[11].